# Grand Funk Railroad
Grand Funk Railroad er et amerikansk power trio-band stiftet i 1969 af Mark Farner (vokal, guitar, keyb), Don Brewer (trommer, vokal) og Mel Schacher (bas). I 1972 fik bandet et fjerde medlem ved navn Craig Frost til at spille tangenter.
Bandet er mest kendt for numrene "We're an american band" og covernummeret "Locomotion", som var et stort hit med dem i 1970'erne. De har solgt over 25 millioner albums og er i øvrigt Homer Simpsons yndlingsband.
Grand Funk Railroad har givet koncert i KB-Hallen i Danmark i 1971 og 1975.
Bandet har været opløst men blev gendannet fra 1981-83 og igen 1996-98 og har siden 1999 kørt med den nuværende konstellation uden Mark Farner.

## Diskografi
- On Time (1969)
- Grand Funk (1969)
- Closer to Home (1970)
- Survival (1971)
- E Pluribus Funk (1971)
- Phoenix (1972)
- We're an American Band (1973)
- Shinin' On (1974)
- All the Girls in the World Beware!!! (1974)
- Born to Die (1976)
- Good Singin', Good Playin' (1976)
- Grand Funk Lives (1981)
- What's Funk? (1983)

- Wikimedia Commons har flere filer relateret til Grand Funk Railroad

| Musikgruppe | Spire Denne artikel om en amerikansk musikgruppe er en spire som bør udbygges. Du er velkommen til at hjælpe Wikipedia ved at udvide den. |